# Codex Laureshamensis

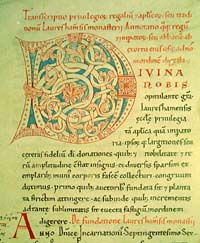
Eerste bladzijde van de Codex Laureshamensis

De Codex Laureshamensis (ook: Lorscher Codex) is een document dat is opgesteld door monniken van de Abdij van Lorsch tussen 1170 en 1195.
Het 460 bladzijden tellende document is een afschrift van 9e-eeuwse, dus veel oudere documenten en bevat een inventaris van de bezittingen van deze abdij. Aldus worden in dit document een groot aantal geografische namen, waaronder plaatsnamen, voor het eerst schriftelijk vermeld. Hiertoe behoren ook plaatsen in het huidige Land van Heusden en Altena. Het moet overigens gezegd worden dat veel van de in dergelijke boeken vermelde schenkingen aan de abdij door Frankische edellieden op vervalsingen kunnen berusten, daar de abdij belang had bij bezittingen.
Zoals in die tijd te doen gebruikelijk, werd het geschrift herhaaldelijk gekopieerd door het over te schrijven. Het origineel is niet bewaard, maar in het Beierse Landesarchiv te Würzburg bevindt zich een hiervan afgeschreven exemplaar.